# Wound Up on You
Wound Up on You (с англ. — «Завёлся на Тебя») — песня американской рок-группы The Cars, девятый трек с альбома Door to Door.

## О песне
Песня была написана и спета вокалистом, ритм-гитаристом и автором песен Риком Окасеком. Продюсером был сам Окасек с клавишником группы в роли дополнительного продюсера Грегом Хоуксом. Длиной в 5 минут и 2 секунды, это вторая по продолжительности песня на Door to Door после Fine Line.
Георгий Старостин, российский лингвист, сказал в обзоре, "защищающем" Door to Door:""Мажорная" баллада альбома, "Wound Up on You", это точно не "Drive", но Окасек всё ещё достаточно параноик, чтобы не позволить соку заглушить мелодию".

## Участники записи
- Рик Окасек — вокал, гитара
- Бенджамин Орр — бас-гитара, бэк-вокал
- Грег Хоукс — бэк-вокал, клавишные
- Эллиот Истон — бэк-вокал, соло-гитара
- Дэвид Робинсон — бэк-вокал, ударные